# 豪斯曼施泰滕
豪斯曼施泰滕是奥地利施蒂利亚州格拉茨城郊县的一个市镇。总面积6.79平方公里，总人口2692人，人口密度396.5人/平方公里（2001年）。